# Oculina varicosa
Espèce
Synonymes
- Oculina varicosa var. conigera Verrill, 1902[2]

Statut de conservation UICN

 VU A2ac : Vulnérable
Oculina varicosa est une espèce de coraux appartenant à la famille des Oculinidae.

## Publication originale
- Lesueur, 1821 : Description de plusieurs animaux appartenant aux polypiers lamellifères de M. le Chevalier Lamarck. Mémoires du Muséum d'Histoire Naturelle, vol. 27, pp. 271-298 (fr).